# Naturschutzgebiet Rheinvorland zwischen Mehrum und Emmelsum
Das Naturschutzgebiet Rheinvorland zwischen Mehrum und Emmelsum liegt auf dem Gebiet der Stadt Voerde im Kreis Wesel in Nordrhein-Westfalen.
Das Gebiet erstreckt sich westlich der Kernstadt Voerde entlang des westlich und südlich fließenden Rheins. Östlich des Gebietes verläuft die Landesstraße L 4, am nördlichen Rand fließt der Wesel-Datteln-Kanal.
Östlich, direkt anschließend, erstreckt sich das 595 ha große Naturschutzgebiet Momm-Niederung.

## Bedeutung
Für Voerde ist seit dem Jahr 1993 ein etwa 534 ha großes Gebiet unter der Kenn-Nummer WES-055 zur Erhaltung, Wiederherstellung und Entwicklung einer naturnahen Rheinaue mit zahlreichen auentypischen Biotopstrukturen und Lebensgemeinschaften als Naturschutzgebiet ausgewiesen.